# Dixmont
Dixmont [dimɔ̃] est une commune française située dans le département de l'Yonne et dans la région de Bourgogne-Franche-Comté, dans l'arrondissement de Sens et le canton de Villeneuve-sur-Yonne. Elle est située dans le Pays d'Othe et la forêt d'Othe qui s'étendent sur les départements de l'Yonne et de l'Aube. Elle compte selon le dernier recensement 913 habitants pour une superficie totale de 4 218 hectares regroupant 24 hameaux. Une ville américaine porte le même nom dans l'État du Maine.

## Géographie
Dixmont, village de l'Yonne, est située à 15 km au sud-est de Sens, à 14 km au nord de Joigny et à 10 km à l'est de Villeneuve-sur-Yonne. La commune inclut 24 hameaux et s'étend sur 4 218 hectares. L'altitude moyenne de la commune est de 181 mètres mais varie compte tenu de l'étendue du territoire entre 115 et 246 mètres.

### Climat
Pour des articles plus généraux, voir Climat de la Bourgogne-Franche-Comté et Climat de l'Yonne.
En 2010, le climat de la commune est de type climat océanique dégradé des plaines du Centre et du Nord, selon une étude du Centre national de la recherche scientifique s'appuyant sur une série de données couvrant la période 1971-2000. En 2020, Météo-France publie une typologie des climats de la France métropolitaine dans laquelle la commune est exposée à un climat océanique altéré et est dans la région climatique  Nord-est du bassin Parisien, caractérisée par un ensoleillement médiocre, une pluviométrie moyenne régulièrement répartie au cours de l’année et un hiver froid (3 °C). 
Pour la période 1971-2000, la température annuelle moyenne est de 10,7 °C, avec une amplitude thermique annuelle de 16 °C. Le cumul annuel moyen de précipitations est de 776 mm, avec 12,1 jours de précipitations en janvier et 7,8 jours en juillet. Pour la période 1991-2020, la température moyenne annuelle observée sur la station météorologique de Météo-France la plus proche, « Coulours », sur la commune de Coulours à 16 km à vol d'oiseau, est de 11,2 °C et le cumul annuel moyen de précipitations est de 786,0 mm. 
La température maximale relevée sur cette station est de 39,8 °C, atteinte le 7 août 2003 ; la température minimale est de −16,7 °C, atteinte le 2 janvier 1997,,. 
Les paramètres climatiques de la commune ont été estimés pour le milieu du siècle (2041-2070) selon différents scénarios d'émission de gaz à effet de serre à partir des nouvelles projections climatiques de référence DRIAS-2020. Ils sont consultables sur un site dédié publié par Météo-France en novembre 2022.

## Urbanisme

### Typologie
Au 1er janvier 2024, Dixmont est catégorisée commune rurale à habitat dispersé, selon la nouvelle grille communale de densité à sept niveaux définie par l'Insee en 2022.
Elle est située hors unité urbaine. Par ailleurs la commune fait partie de l'aire d'attraction de Sens, dont elle est une commune de la couronne,. Cette aire, qui regroupe 65 communes, est catégorisée dans les aires de 50 000 à moins de 200 000 habitants,.

### Occupation des sols
L'occupation des sols de la commune, telle qu'elle ressort de la base de données européenne d’occupation biophysique des sols Corine Land Cover (CLC), est marquée par l'importance des territoires agricoles (56,3 % en 2018), en diminution par rapport à 1990 (57,2 %). La répartition détaillée en 2018 est la suivante :
terres arables (52,6 %), forêts (42,3 %), zones agricoles hétérogènes (3,8 %), zones urbanisées (1,4 %). L'évolution de l’occupation des sols de la commune et de ses infrastructures peut être observée sur les différentes représentations cartographiques du territoire : la carte de Cassini (XVIIIe siècle), la carte d'état-major (1820-1866) et les cartes ou photos aériennes de l'IGN pour la période actuelle (1950 à aujourd'hui).

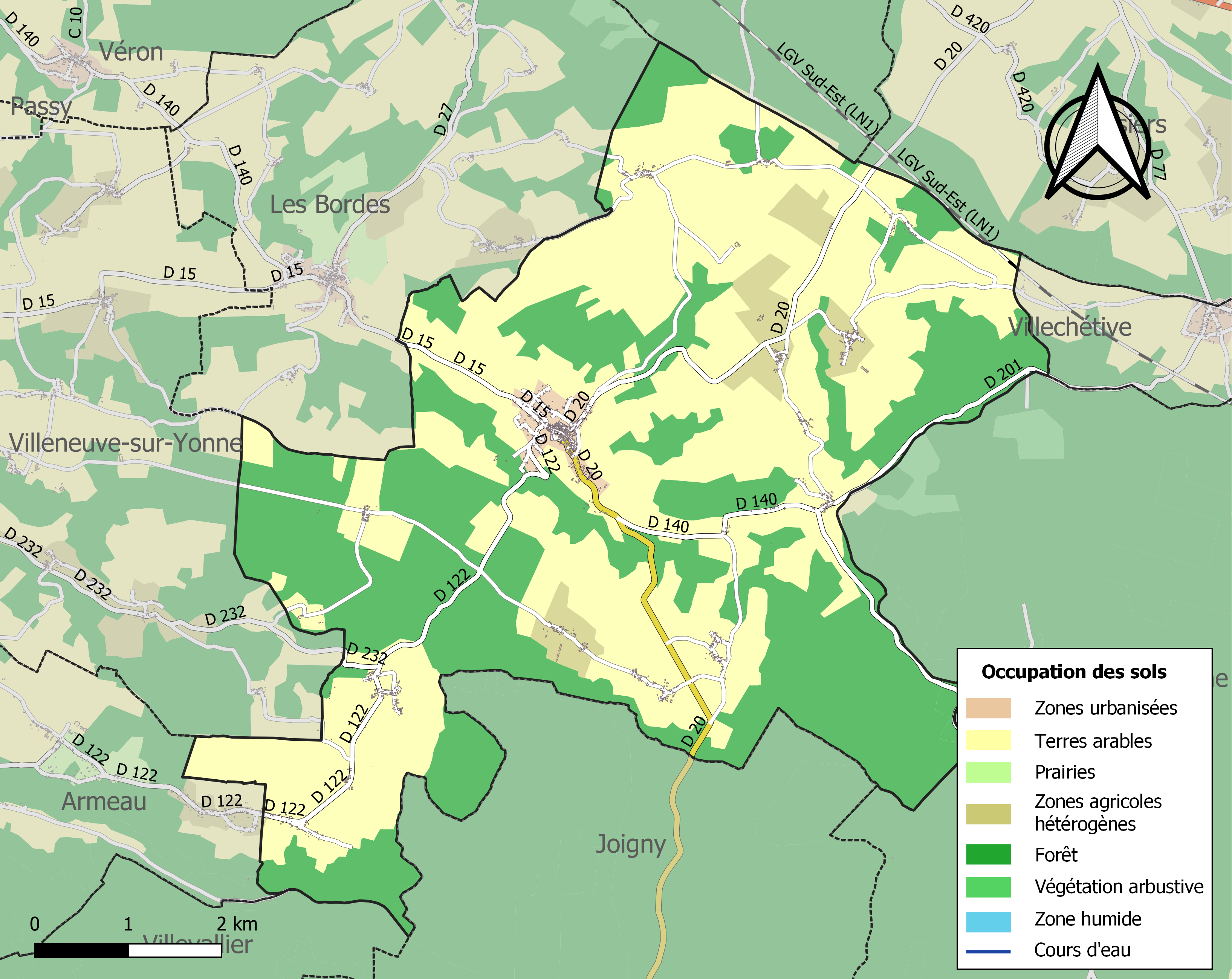
Carte des infrastructures et de l'occupation des sols de la commune en 2018 (CLC).

## Histoire

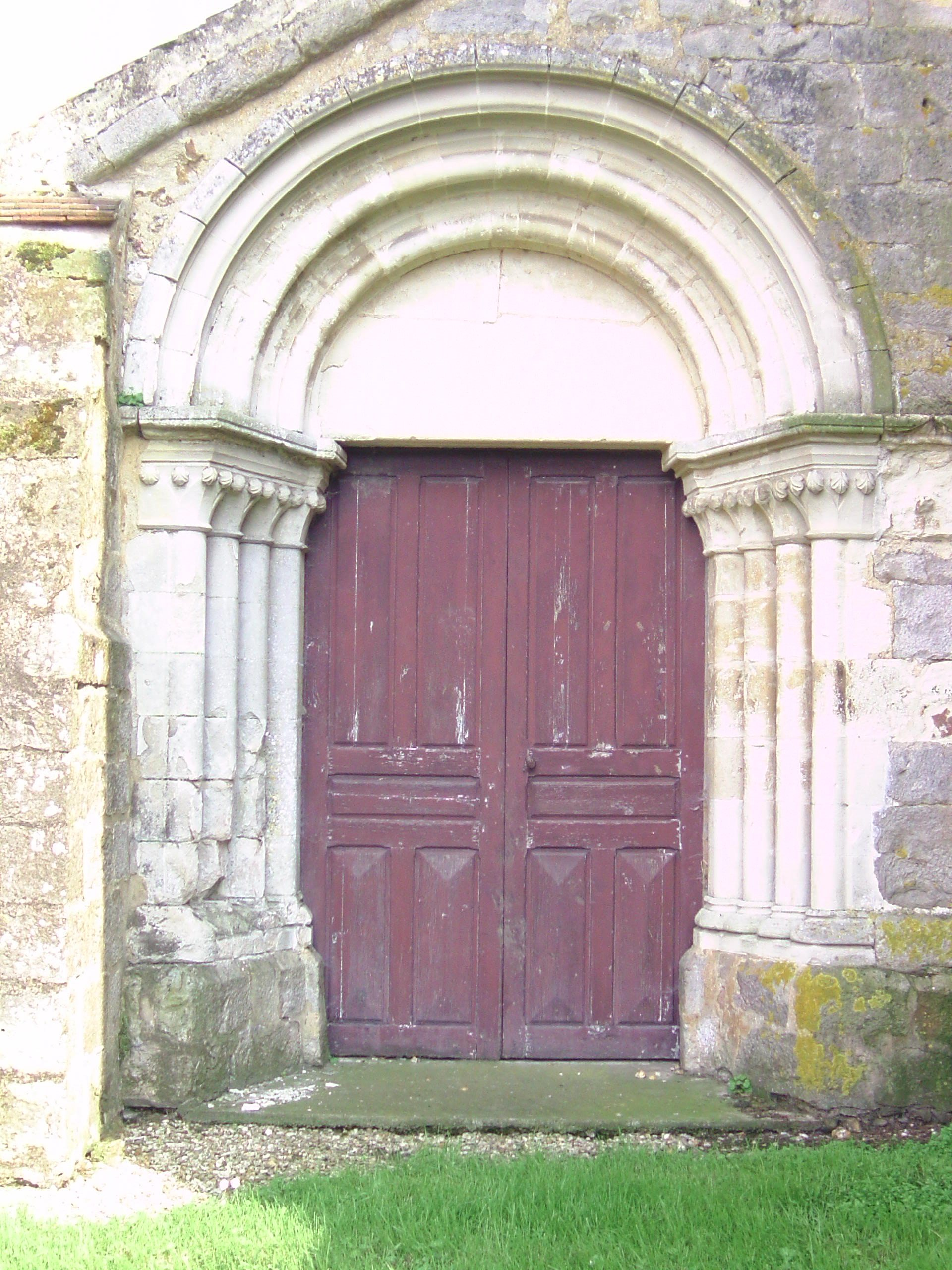
La porte du collatéral nord de l'église, vestige roman de l'église primitive du XIIe siècle du prieuré.

### Antiquité: une présence humaine très ancienne
Dixmont est située sur l'ancien territoire de la tribu gauloise des Sénons, peuple soumis à Rome par Jules César lors de la conquête de Sens en 52 av. J.-C. La présence humaine y est ancienne comme l'indiquent la présence d'un dolmen et un creuset de fondeur gallo-romain découvert au lieu-dit la Gargouille. Un gisement de scories atteste l'ancienneté d'un activité minière dans ce qui peut être considéré comme un véritable bassin minier de l'époque néolithique et antique avec une industrie du fer importante développée par les Gaulois puis les Gallo-Romains.

### Moyen Âge: une châtellenie royale
Dixmont est citée dès le IXe siècle sous l'orthographe de « Dimon » : des documents attestent l'appartenance du village et de ses terres au prieuré Notre-Dame-du-Charnier de Sens, un prieuré bénédictin dépendant de celui de La Charité-sur-Loire. Le Sénonais fait alors partie des premières terres rattachées au domaine royal puisque le comté de Sens a été annexé par les rois de France dès 1015. Dixmont est située aux frontières du domaine royal, du comté de Joigny et du comté de Champagne, ce qui lui donne un rôle stratégique. En 1187, le roi de France Philippe Auguste signe ainsi un accord de paréage avec les moines bénédictins du prieuré qui lui donne la moitié de la seigneurie, ceux-ci ne gardant pour eux que l'église et leur maison. Dixmont devient ainsi une châtellenie royale partagée avec le prieuré pour plus de cinq siècles. Cette position stratégique ainsi que l'emplacement au carrefour de plusieurs routes importantes (de Gien à Troyes et de Sens à Joigny et Auxerre) expliquent que le roi ait tenu à exercer ses prérogatives et y fait construire une forteresse. Il vient en personne en son château de Dixmont avec sa cour en novembre 1204, séjour attesté par les actes officiels qu'il y prend, notamment l'hommage reçu de Jean de Veyrac, nouvel évêque de Limoges, et la confirmation aux habitants du Poitou des privilèges jadis accordés par Aliénor d'Aquitaine, comtesse de Poitiers et reine d'Angleterre.
Dès 1190, Philippe Auguste accorde aux habitants une charte de privilèges et franchise, en en faisant jouir tous ceux qu'il appelle à venir s'y installer, y compris les hommes des seigneurs voisins qui seront considérés comme déliés de leur seigneur si celui-ci ne les a pas réclamé dans un délai d'un an. Une protection royale est aussi accordée aux commerçants et marchands qui se rendent aux foires de Dixmont (celles de juin pour les lainages et de novembre pour le chanvre). Les acheteurs sont aussi exemptés de certains droits afin de développer l'attraction commerciale et la population du bourg qui s'accroit régulièrement sous la protection des successeurs, notamment sous le règne de Louis XI.
Le développement est brisé par la Guerre de Cent Ans lorsque le pays est ravagé par les bandes de brigands et se dépeuple. Pas un procès ne peut être jugé en 1429 ; le village ne compte plus que 10 feux en 1434 et les terres du prieuré sont encore en friche en 1490. Il faut attendre le début du XVIe siècle pour que la châtellenie se relève de ses ruines sous le règne de Louis XII. Des remparts sont alors construits pour protéger une population croissante, atteignant désormais entre 300 et 400 feux en 1538, sous le règne de François Ier. Dans le même temps, le roi cède une partie de ses droits à deux seigneurs censiers.

### Les guerres de Religion
Cette nouvelle embellie ne résiste pas aux ravages des guerres de Religion qui frappent tôt le Sénonais (dès 1562, le second massacre des Guerres de Religion a lieu à Sens lorsque les huguenots sont jetés dans l'Yonne un mois après le massacre de Wassy et le subséquent déclenchement de la guerre). Le territoire de Dixmont est ainsi le terrain d'affrontements violents entre troupes royales et huguenotes en 1570, pendant la 3e Guerre de religion. Pour éviter d'être pillée par les troupes royales qui s'approvisionnent sur le pays, Dixmont ferme ses portes aux troupes catholiques qui pourchassent les huguenots. Face à cette résistance, la ville est assiégée et prise par la force. Les soldats pillent, brûlent, massacrent et violent les habitants considérés comme « séditieux et rebelles au Roi ». Dixmont est de nouveau champ de bataille au cours de la 8e et dernière guerre de religion en 1589 lorsque le capitaine huguenot François des Essarts, baron de Saultour, ennemi de la Ligue catholique, prend la ville après un siège de cinq jours. Il installe son quartier général au prieuré de l'Enfourchure pour mener des actions en direction de Sens, Villeneuve-sur-Yonne (Villeneuve-le-Roi à l'époque) et Joigny. Après la mort d'Henri III, Henri IV devenu roi nomme un nouveau capitaine pour la garnison de la ville.

### L'époque moderne
Les Guerres de religion ont causé des pertes et des destructions dont la châtellenie ne se relève pas. Elle est vendue au début du XVIIIe siècle par Louis XIV qui l'échange avec Bénigne Dauvergne de Saint-Mars (officier de confiance du Roi qui gardait l'Homme au Masque de fer) contre ses propriétés aux environs de Versailles. Les habitants se révoltent tout au long du siècle contre les impôts imposés par leurs nouveaux seigneurs, au titre de leurs anciens privilèges et exemptions.

### L'époque contemporaine
La ville connaît un nouvel essor démographique au XIXe siècle grâce à l'exploitation d'une mine de lignite dont il reste des vestiges au lieu-dit La Mine. La population culmine ainsi à son apogée à environ 1 800 habitants entre 1860 et 1870 avant de décliner progressivement à la fin du XIXe siècle et au début du XXe siècle.

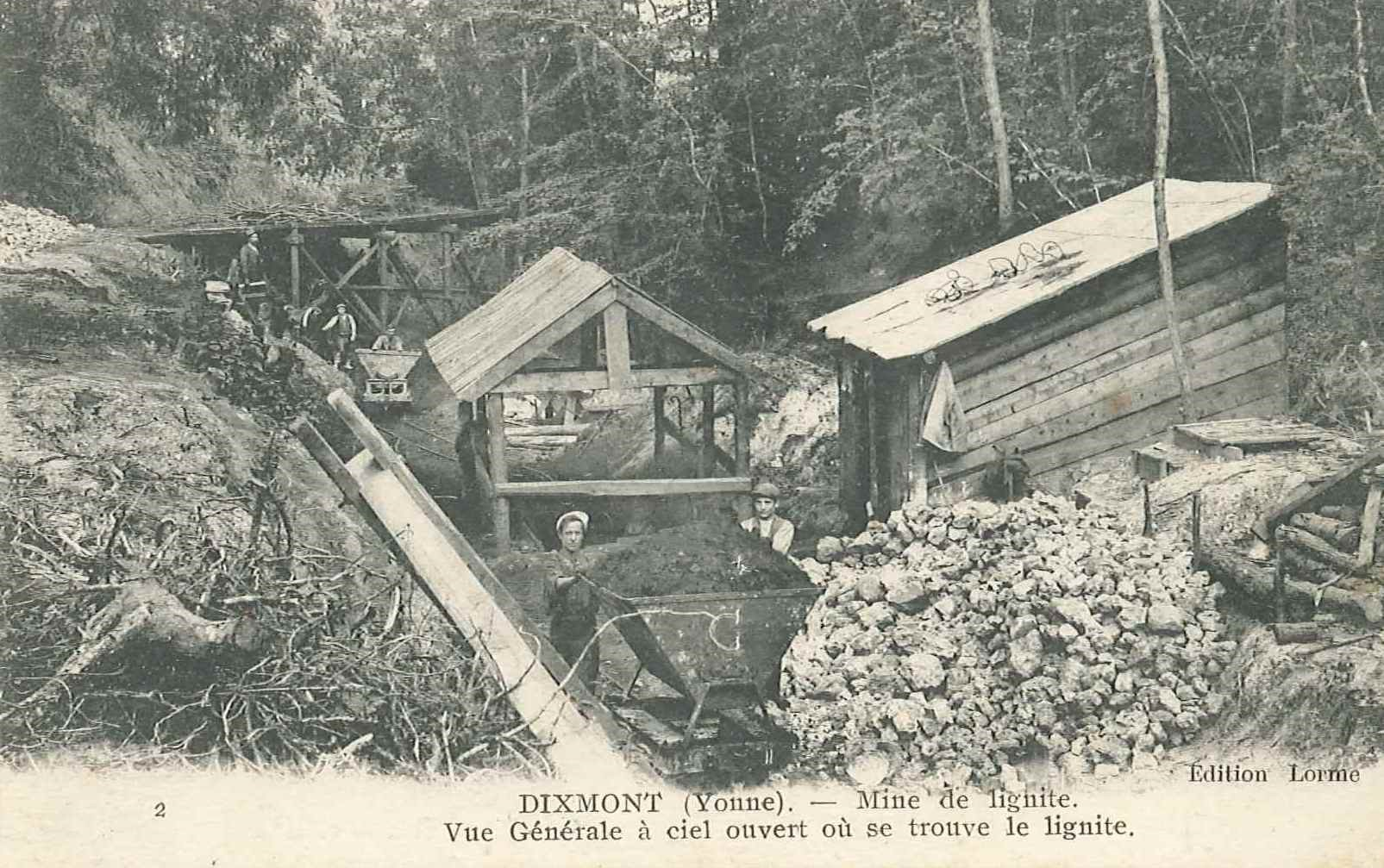
La mine de lignite.
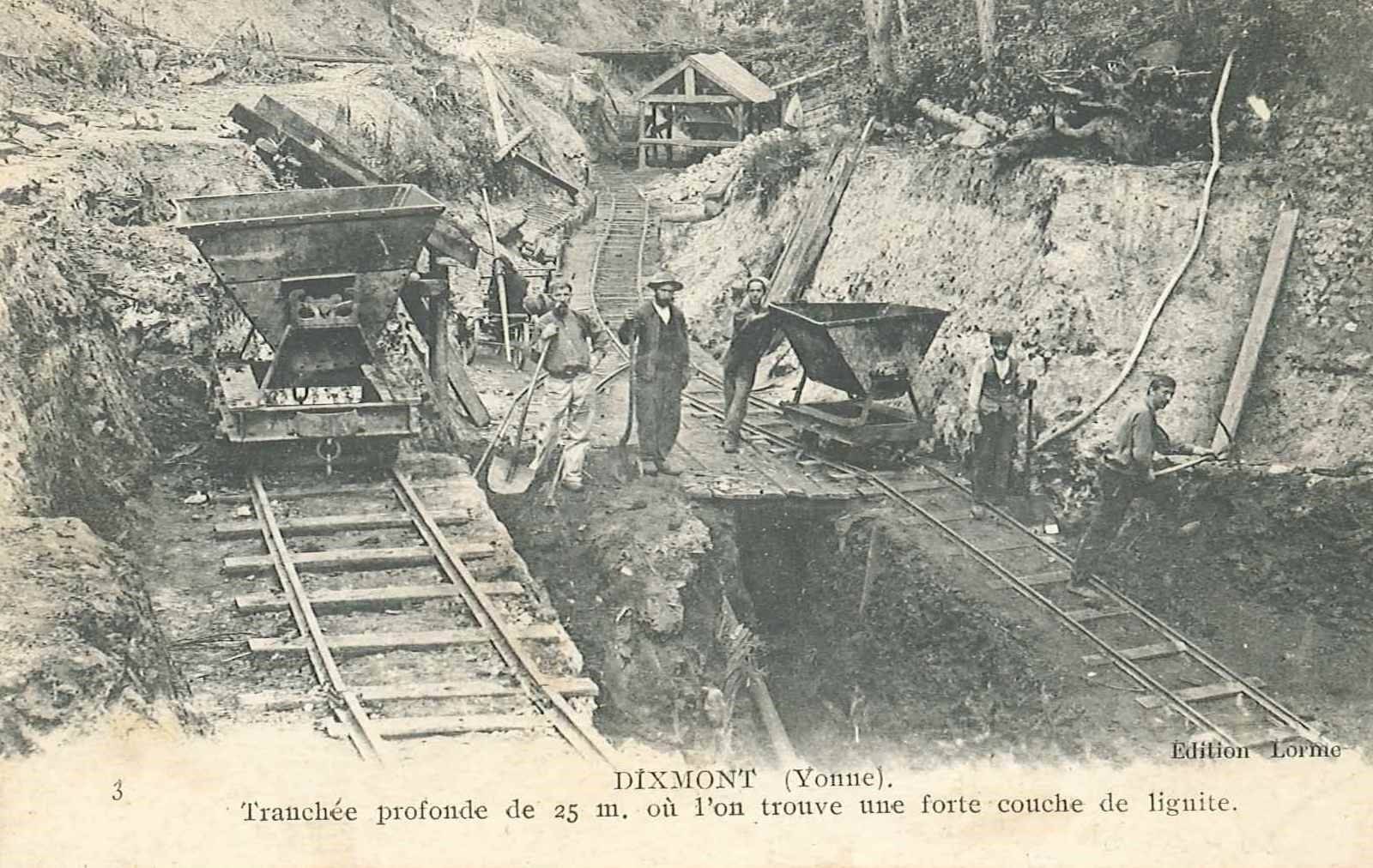
Front de taille.
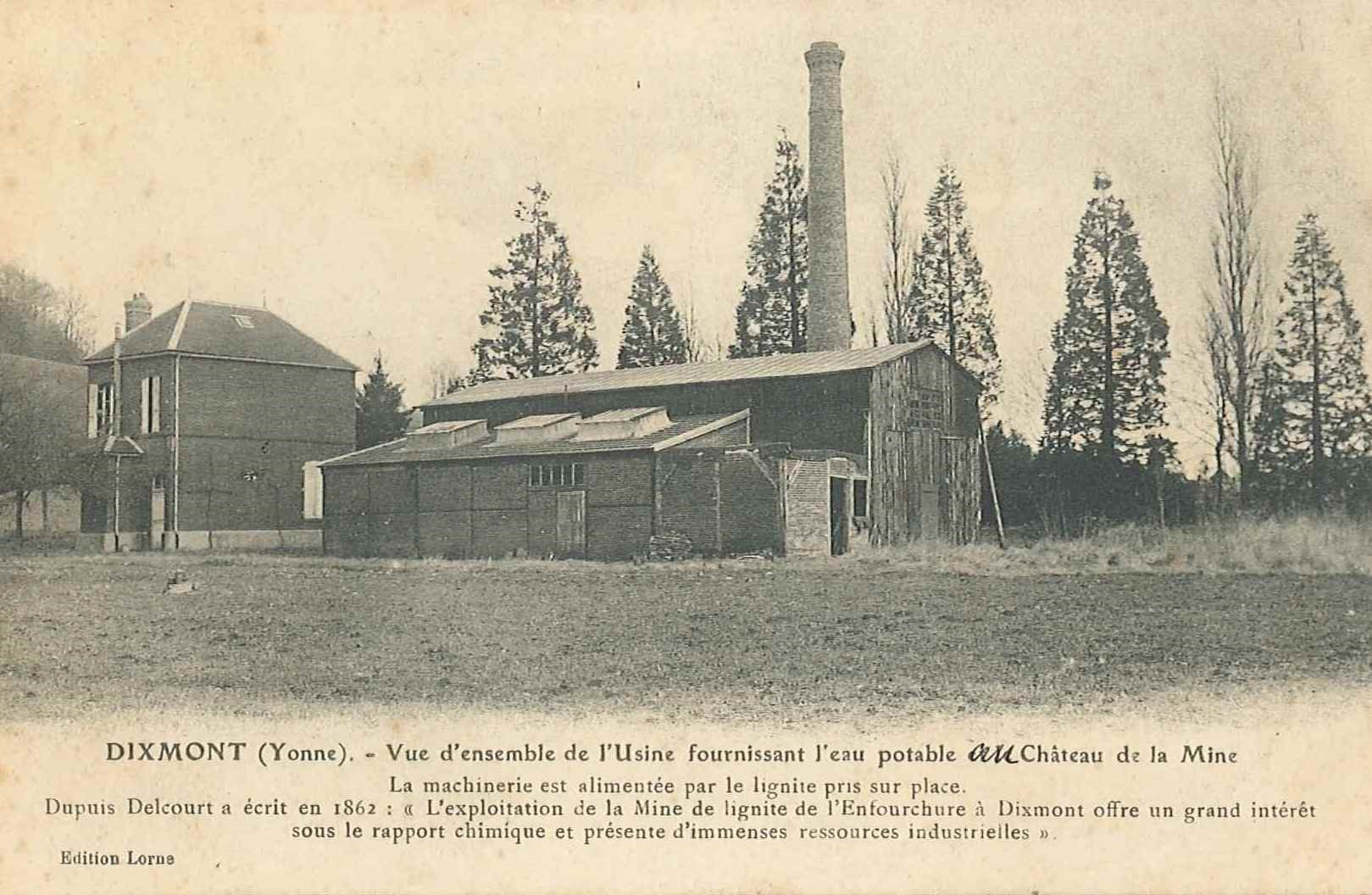
Ayant son énergie fournie par la combustion de lignite, l'usine d’alimentation en eau potable du château de la Mine.
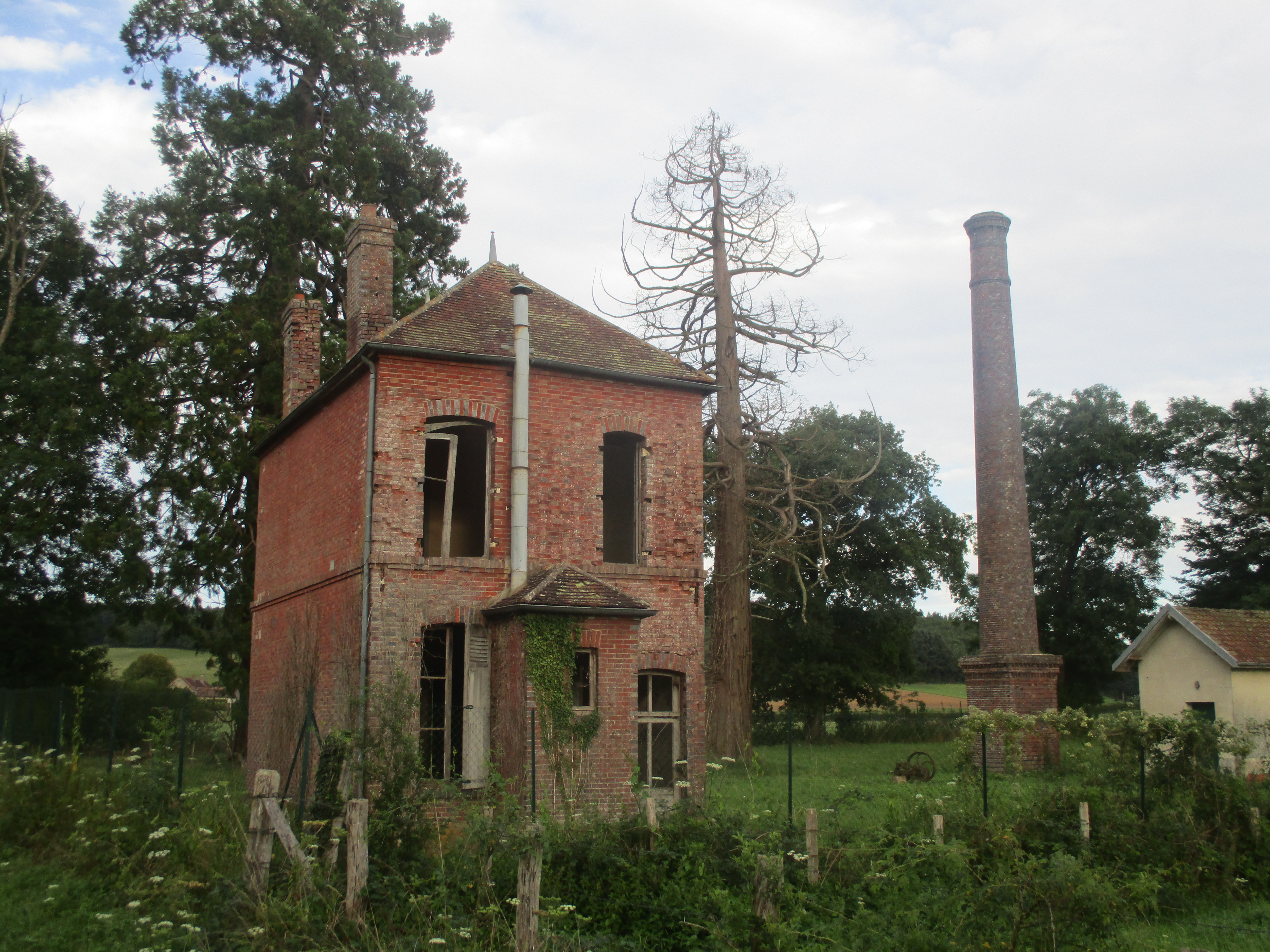
Vestiges de l'usine.

La commune paye un lourd tribut pendant la Première Guerre mondiale, obtenant la Croix de guerre 1914-1918. La Seconde Guerre mondiale n'épargne pas non plus son territoire et ses habitants en 1940. La forêt d'Othe y est le territoire d'un important maquis jusqu'en 1944. Le déclin démographique s'accroît jusqu'au début des années 1970 avec un peu plus de cinq cents habitants avant qu'une croissance constante s'opère jusqu'à aujourd'hui.

## Héraldique
| Blason de Dixmont | Blason  | Écartelé: aux 1er et 4e d'argent à trois levrettes de sable l'une au-dessus de l'autre, aux 2e et 3e d'azur à la fleur de lis d'or. |
| Blason de Dixmont | Détails | Le statut officiel du blason reste à déterminer.                                                                                    |

## Politique et administration

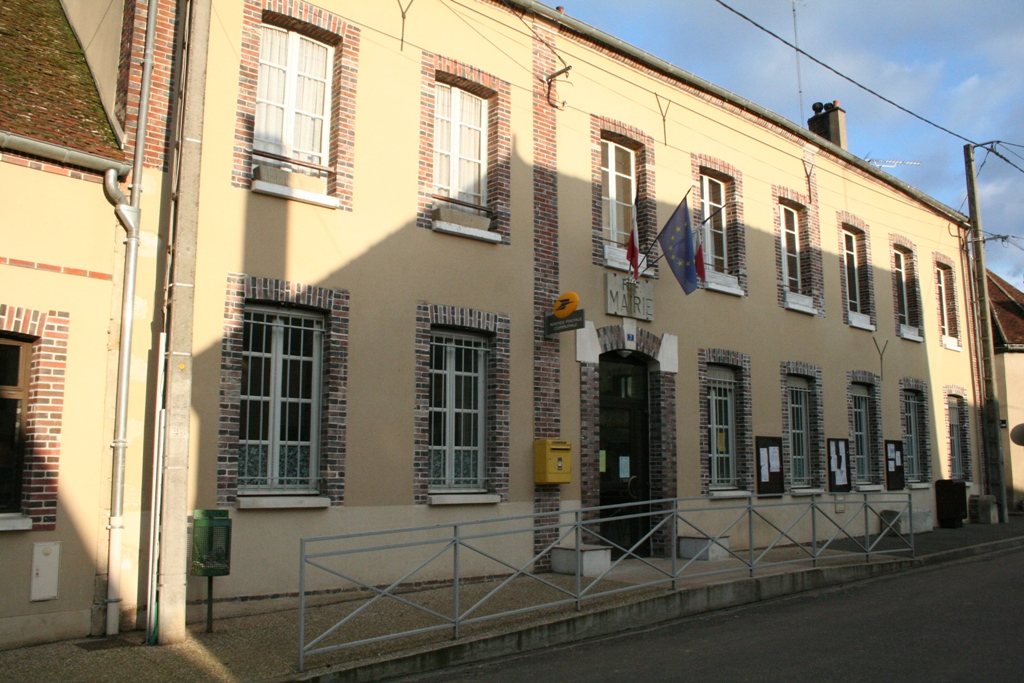
Façade de la mairie.

Dans cette section, on présente les différents maires de la commune de Dixmont de l'après-guerre.
| Période | Période | Identité       | Étiquette | Qualité |
| ------- | ------- | -------------- | --------- | ------- |
| 1945    | 1962    | Omer Prevost   |           |         |
| 1962    | 1964    | Marcel Paulard |           |         |
| 1964    | 1995    | Émile Evezard  |           |         |
| 1995    | 2010    | Michèle Lopes  |           |         |
| 2010    |         | Marc Botin     |           |         |

## Population et société

### Démographie
L'évolution du nombre d'habitants est connue à travers les recensements de la population effectués dans la commune depuis 1793. Pour les communes de moins de 10 000 habitants, une enquête de recensement portant sur toute la population est réalisée tous les cinq ans, les populations de référence des années intermédiaires étant quant à elles estimées par interpolation ou extrapolation. Pour la commune, le premier recensement exhaustif entrant dans le cadre du nouveau dispositif a été réalisé en 2006.

En 2022, la commune comptait 898 habitants, en évolution de −1,75 % par rapport à 2016 (Yonne : −1,95 %, France hors Mayotte : +2,11 %).
| 1793  | 1800  | 1806  | 1821  | 1831  | 1836  | 1841  | 1846  | 1851  |
| ----- | ----- | ----- | ----- | ----- | ----- | ----- | ----- | ----- |
| 1 192 | 1 302 | 1 296 | 1 290 | 1 446 | 1 538 | 1 526 | 1 600 | 1 637 |

| 1856  | 1861  | 1866  | 1872  | 1876  | 1881  | 1886  | 1891  | 1896  |
| ----- | ----- | ----- | ----- | ----- | ----- | ----- | ----- | ----- |
| 1 696 | 1 816 | 1 810 | 1 734 | 1 709 | 1 642 | 1 561 | 1 542 | 1 476 |

| 1901  | 1906  | 1911  | 1921 | 1926 | 1931 | 1936 | 1946 | 1954 |
| ----- | ----- | ----- | ---- | ---- | ---- | ---- | ---- | ---- |
| 1 362 | 1 262 | 1 139 | 929  | 930  | 876  | 812  | 804  | 754  |

| 1962 | 1968 | 1975 | 1982 | 1990 | 1999 | 2006 | 2011 | 2016 |
| ---- | ---- | ---- | ---- | ---- | ---- | ---- | ---- | ---- |
| 680  | 618  | 539  | 584  | 662  | 807  | 896  | 881  | 914  |

| 2021 | 2022 | - | - | - | - | - | - | - |
| ---- | ---- | - | - | - | - | - | - | - |
| 905  | 898  | - | - | - | - | - | - | - |

### Économie
Les activités économiques sont essentiellement agricoles avec de la polyculture et de l'élevage bovin ainsi que l'exploitation forestière de la forêt d'Othe et le travail du bois. On trouve également un artisanat traditionnel.

## Lieux et monuments
Cette section présente le patrimoine classé monument historique de Dixmont.

### L'église Saint-Gervais-et-Saint-Protais

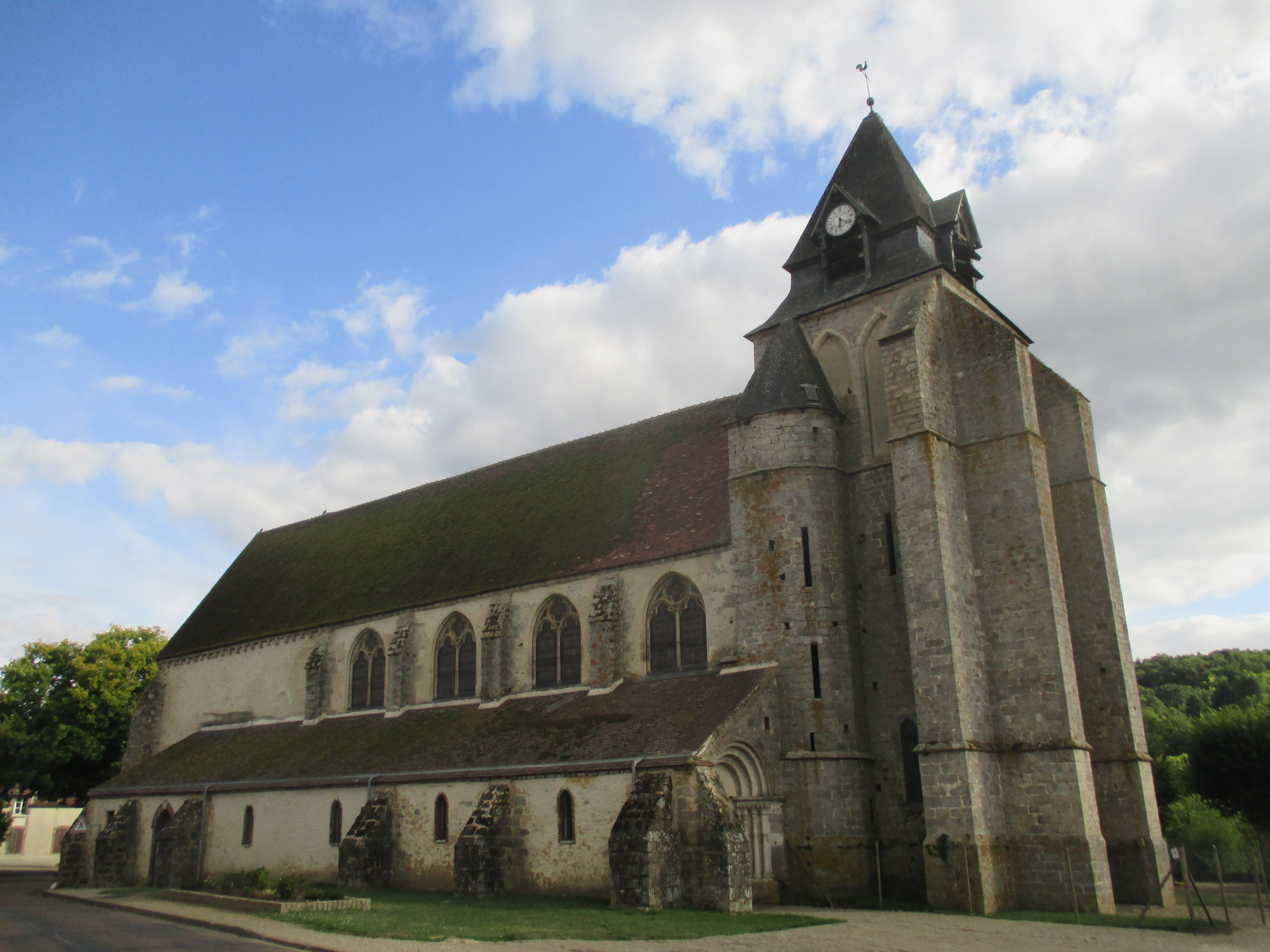
L'église de Dixmont.

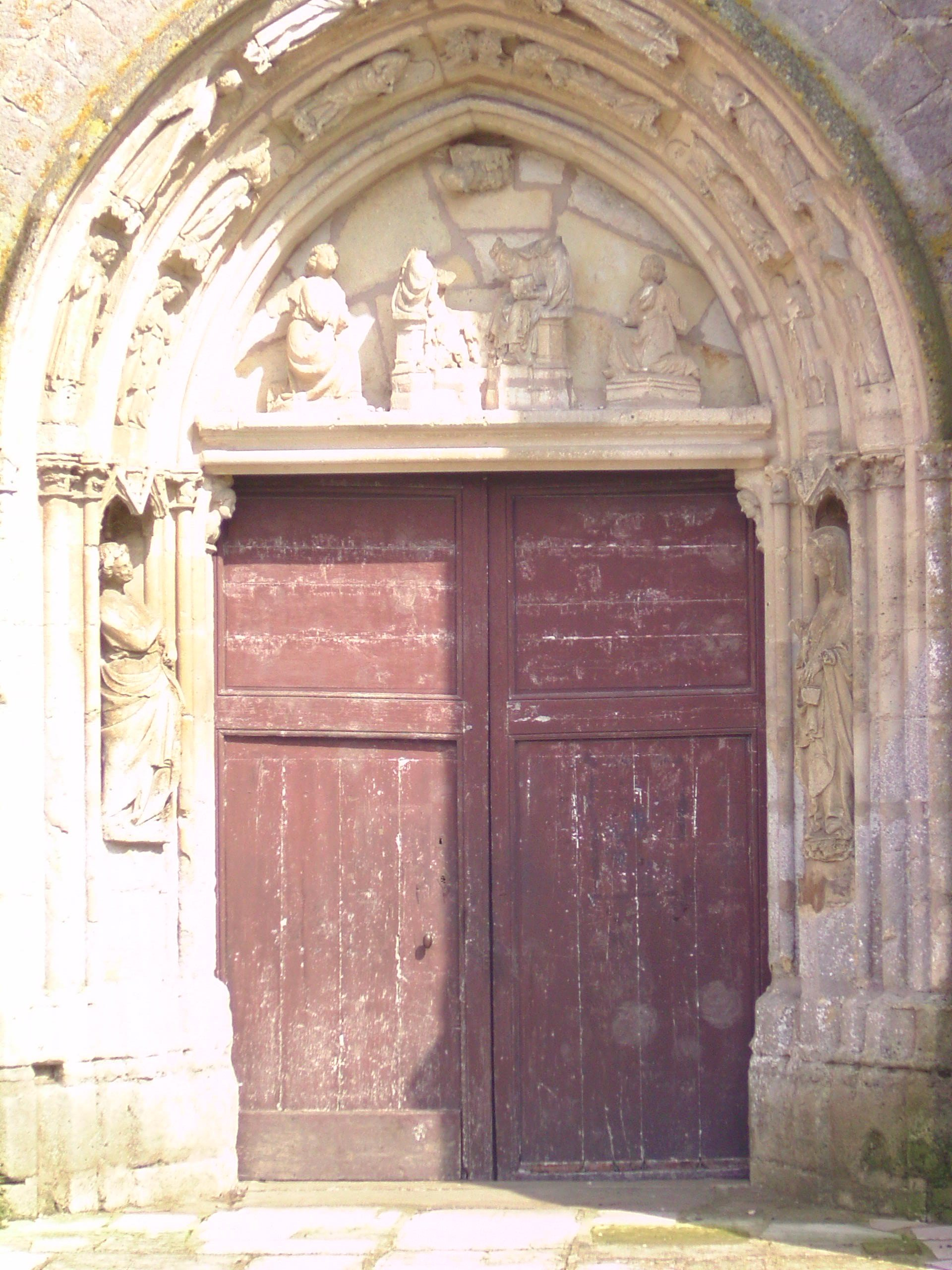
Portail d'entrée de l'église de Dixmont.

Inscrite à l'Inventaire des Monuments Historiques, l'église actuelle date du XIIe siècle pour les parties les plus anciennes d'art roman, en particulier le portail nord du collatéral avec ses arcs en plein cintre. Elle est une des cinq églises du Sénonais dont il subsiste des vestiges romans (avec celles de Cerisiers, Pont-sur-Vanne, la basilique Saint-Savinien de Sens et la cathédrale Saint-Étienne de Sens). Elle est située sur les ruines d'une plus ancienne église du IXe siècle dont il ne subsiste rien. Elle est dédiée à saint Gervais et saint Protais, frères jumeaux romains, martyrs chrétiens du Ier siècle sous le règne de l'empereur Néron.
La tour-clocher ainsi que le portail d'entrée occidental de la nef datent de la fin du XIIIe siècle. Le portail est décoré de sculptures gothiques, notamment d'une scène du Couronnement de la Vierge au tympan et de deux piédroits représentant la Vierge Marie (à droite) et l'Archange Gabriel de l'Annonciation (à gauche) et un cordon d'anges thuriféraires aux voussures qui portent des encensoirs. La nef à quatre travées date aussi de la fin du XIIIe siècle et a été voûtée au XVIe siècle. Les bas-côtés plafonnés avec chapiteaux feuillagés à crochets et le chœur à chevet plat sont aussi de la même époque, en art gothique. Les deux cloches datent de 1564.
Plusieurs éléments du mobilier de l'église sont également inscrits aux Monuments historiques :
- Groupe en bois sculpté représentant « sainte Anne, la Vierge et l'Enfant », du 4e quart du XVIe siècle (Date protection 6 octobre 1972 ; classé Monuments historiques au titre objet en 1992[27])
- Vierge à l'Enfant en pierre peinte du 4e quart du XIIIe siècle (classé Monuments historiques au titre objet, 1992[28])
- dalle funéraire de Claude de Brunes en pierre gravée de 1580, avec l'inscription : « CI GIST CLAVDE DE BRVNES EN SON VIVANT ESCVYER SEIGNEVR EN PARTIE DE DIMON ET DV BOV RDILLON QVI DECEDA EN CE LIEV DE DIMON LE 15 MAY 1580 » (classé Monuments historiques au titre objet, 1992[29])
- Banc d'œuvre en bois sculpté du milieu du XVIe siècle[30]
- Stalle de célébrant (chaire curiale) en bois sculpté du 4e quart du XVe siècle[31]
- stalles du chœur en bois sculpté du XVIe siècle (1525), provenant du prieuré de l'Enfourchure (classé Monuments historiques au titre objet, 1992[32])[15],[22]

### Le prieuré de l'Enfourchure

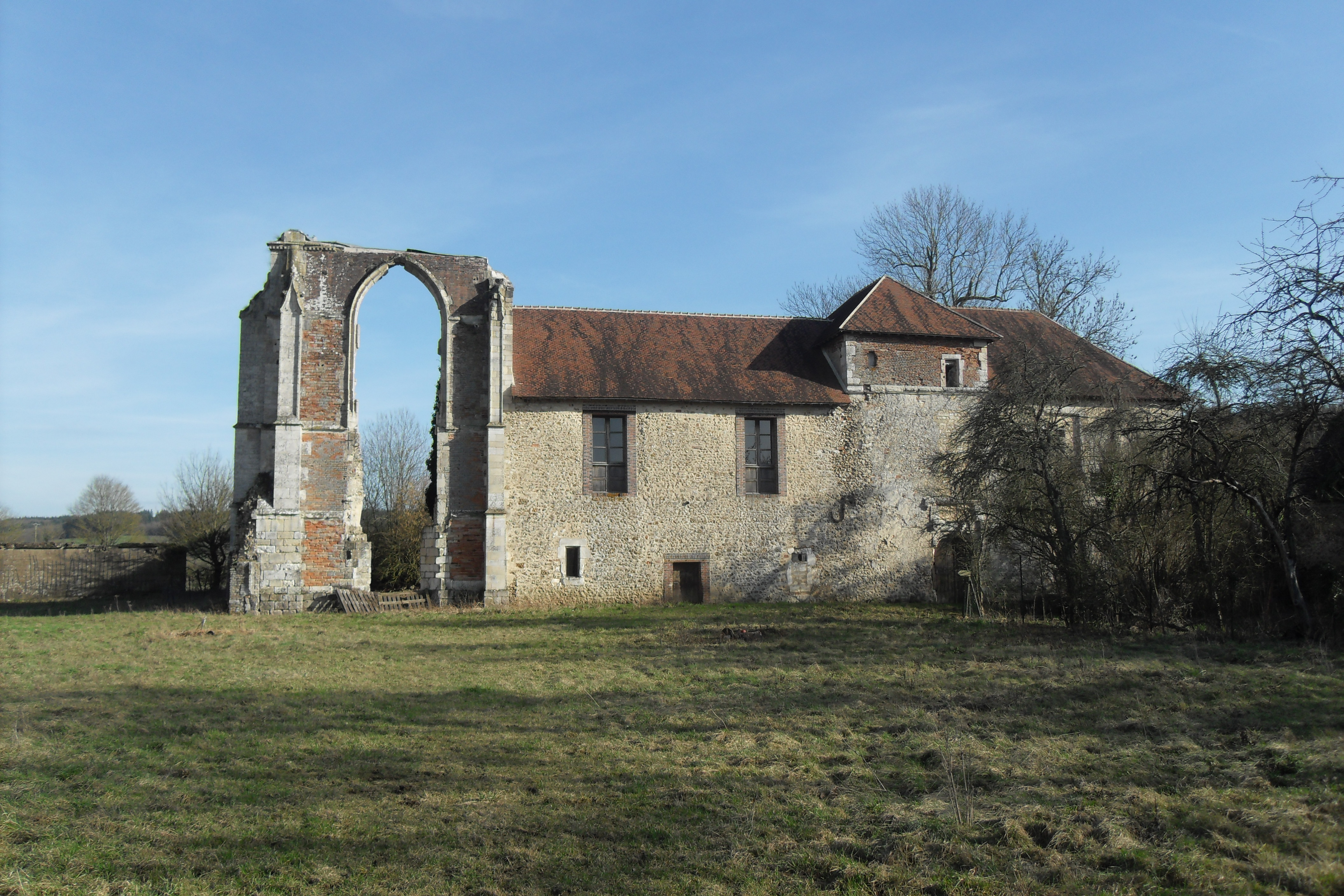
Prieuré de l'Enfourchure (Dixmont).

À un kilomètre du village sur la D 140, au hameau de l'Enfourchure, à un carrefour de plusieurs routes, se situent les vestiges d'un prieuré médiéval. Il a été fondé en 1209 par le comte Guillaume Ier de Joigny et donné à l'ordre de Grandmont, ordre monastique du XIIe siècle riche de plus de 150 établissements, très influent dans la région et dont dépendaient en 1317 dans les environs notamment une maison au Train (commune de Villecerf) et une autre à Ligny-le-Châtel.
Il a été enrichi et achevé vers le milieu du XIIIe siècle par les comtes de Joigny. Une révolte de frères convers au prieuré fut d'ailleurs apaisée grâce à l'intervention en 1317 du comte Jean II de Joigny. Ce dernier et son épouse Agnès de Brienne furent à leur demande enterrés en 1320 dans la chapelle du prieuré, tombeaux dont il ne subsiste plus rien. Seule la dépense (office) vestige du cellier primitif témoigne aujourd'hui des bâtiments médiévaux primitifs.
Ruinée une première fois lors des pillages de la guerre de Cent Ans, l'église gothique primitive fut détruite lors des Guerres de religion en 1589 lorsque la capitaine huguenot François des Essarts y installa son quartier général pour menacer Joigny, Villeneuve-sur-Yonne et Sens. Le prieur Gabriel Gouffier, doyen du chapitre de Sens, la fit reconstruire à la fin du XVIe siècle en style Renaissance. Peu après, en 1628, le prieuré fut acquis par le supérieur du grand séminaire de Sens jusqu'à son abandon en 1769. Sous la Révolution française, la nationalisation des biens du clergé votée en 1791 fit passer le patrimoine de l'Église aux mains de la Nation. Le prieuré fut acheté comme bien national par la commune révolutionnaire de Dixmont dirigée par le maire jacobin Jean Simonet (né en 1737 - mort en l'An II de la République, soit 1792 ou 1793).
C'est en 1993 que la commune céda le prieuré à l'abandon à une association culturelle « Les Amis du Patrimoine du Pays d'Othe » qui, grâce au travail de ses bénévoles, permit de sauvegarder « la dernière arche », une arcade gothique du XVIe siècle de plus de 13 mètres de haut.
Il est possible aujourd'hui de visiter la dépense médiévale, le jardin et le bâtiment des hôtes en style Renaissance qui, depuis sa restauration, sert de lieu d'accueil et d'exposition.

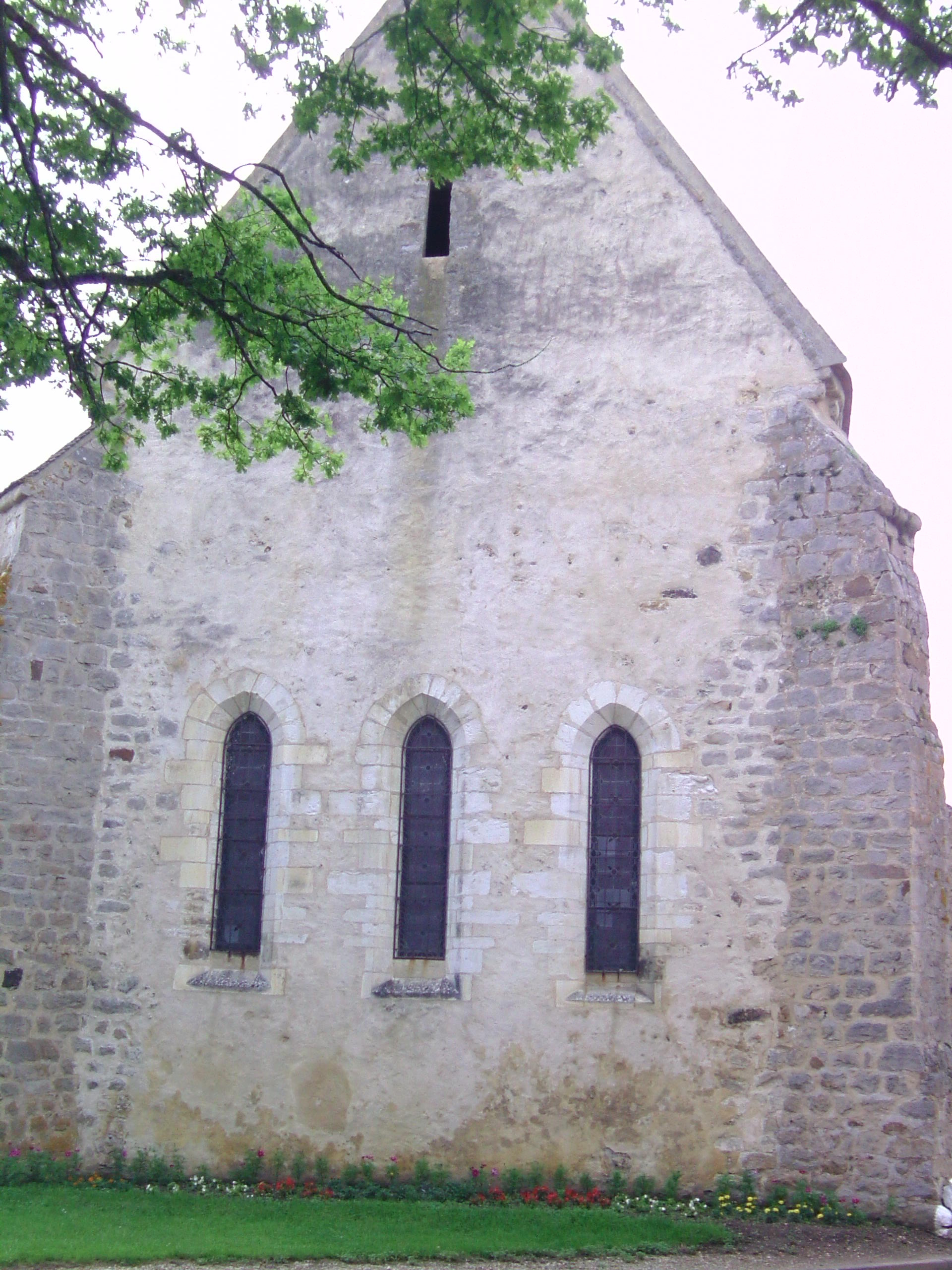
Église de Dixmont
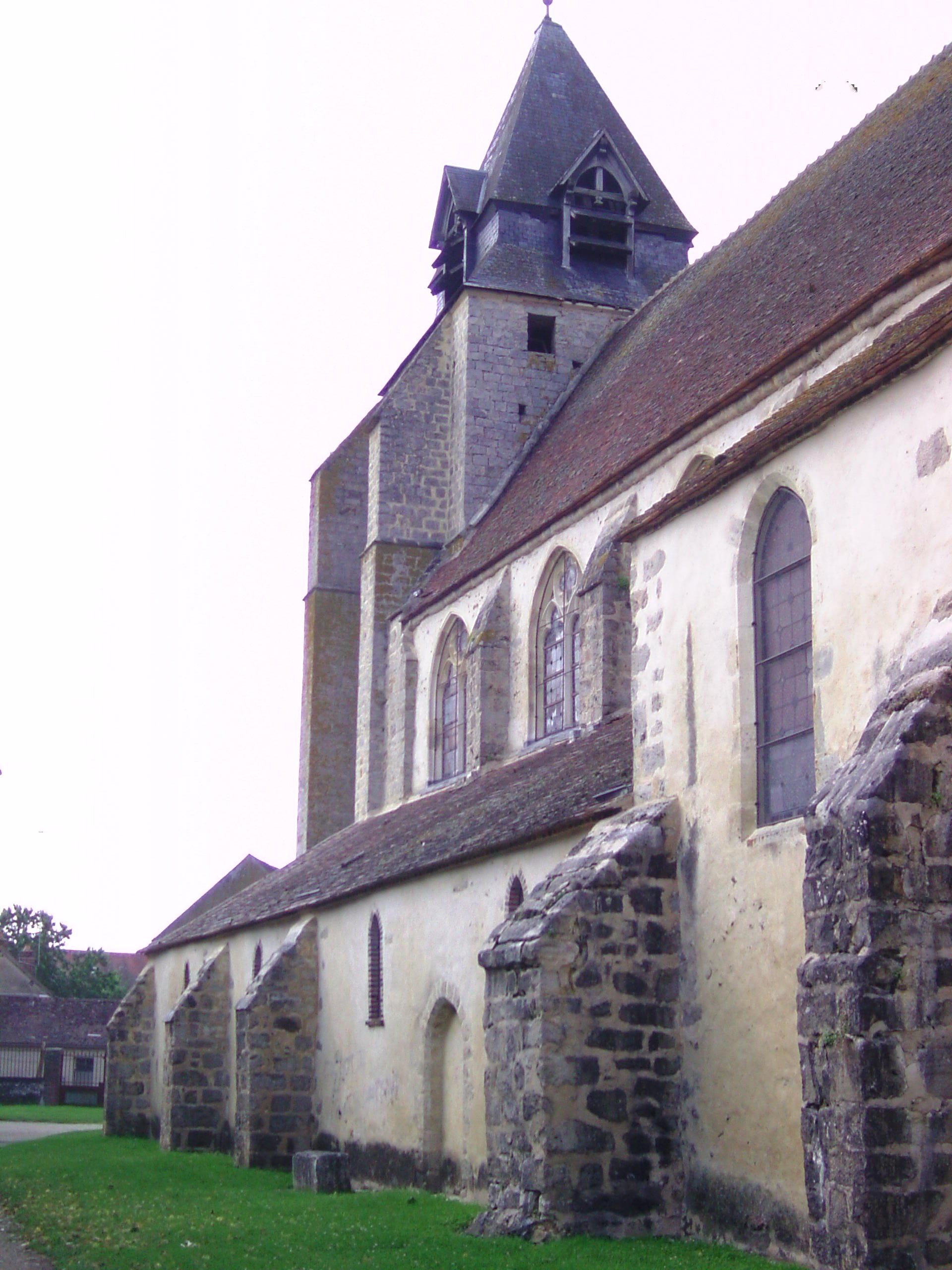
Église de Dixmont
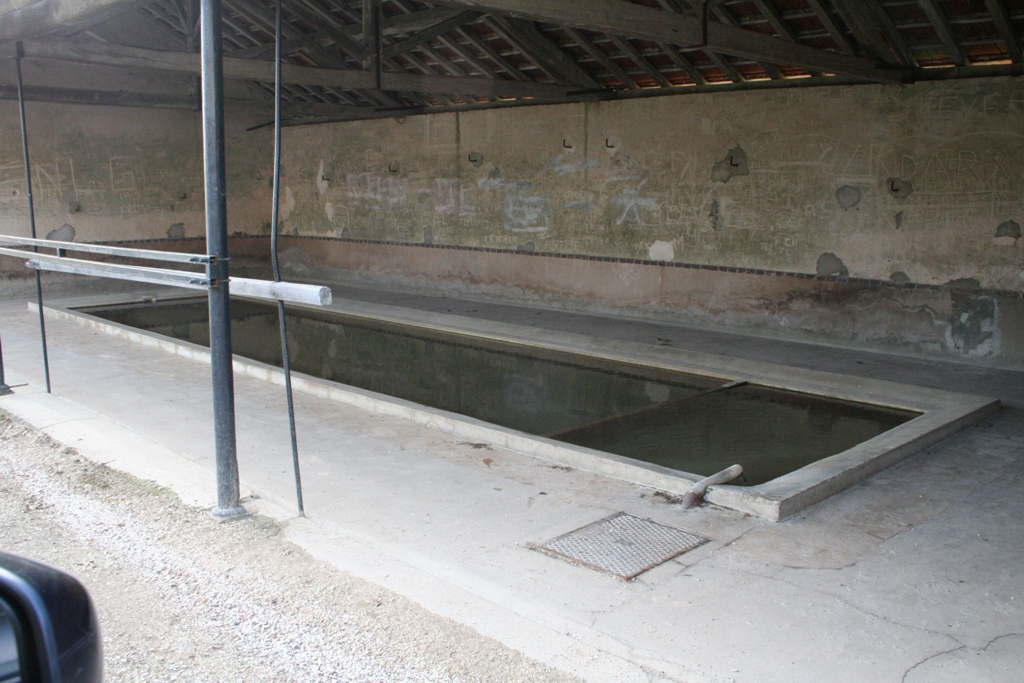
Le lavoir de Dixmont

## Environnement
La commune inclut deux ZNIEFF :
- La ZNIEFF de la forêt domaniale de l'Abbesse et du bois de l'Enfourchure[36] a une surface de 1 480 ha, répartis sur les communes de Bussy-en-Othe et Dixmont. Son habitat déterminant est la forêt ; on y trouve aussi eaux douces stagnantes, landes, fruticées, pelouses, prairies.
- La ZNIEFF de la forêt d'Othe et ses abords[37], qui englobe 29 398 ha répartis sur 21 communes[38]. Le milieu déterminant est la forêt ; on y trouve aussi eaux douces stagnantes, landes, fruticées, pelouses et prairies.

## Personnalités liées à la commune
Alexander Schnell, philosophe, vit à La Grande Vallée.

## Pour approfondir